# Parti démocrate populaire (France)
Pour les articles homonymes, voir Parti démocrate populaire.
Le Parti démocrate populaire (PDP) est un parti politique français. Fondé en 1924 et disparu en 1944, il s'agit du premier parti démocrate-chrétien d'envergure en France.
Il incarne le catholicisme social et politique français. Il défend des positions démocrates-chrétiennes, et la réconciliation entre les nations européennes après 1918.
Il représente le tournant du catholicisme politique qui s'éloigne du conservatisme du XIXe siècle, se rallie à la IIIe République. Le PDP s'inscrit dans un mouvement européen de naissance de la démocratie chrétienne et il est l'ancêtre du MRP, qui voit le jour après la Seconde Guerre mondiale.

## Historique

### Filiations et réseaux

#### Origines lointaines: filiation démocrate chrétienne
Se qualifiant de « parti démocrate d’inspiration chrétienne », les fondateurs du PDP ont la vocation de rassembler les différentes composantes de la démocratie chrétienne (démocrates-chrétiens, catholiques sociaux et catholiques libéraux).
En ce sens, les démocrates populaires se situent dans la filiation directe de la démocratie chrétienne, constituée de divers courant, depuis sa naissance avec Félicité Robert de Lamennais en 1830 et la fondation de L’Avenir. Seconde démocratie chrétienne, le catholicisme social prend forme dans les années 1890 autour de l’Association catholique de la jeunesse française (ACJF) d’Albert de Mun (1886), de la Chronique sociale de Lyon (1892) ou du Sillon de Marc Sangnier (1894) qui aboutira à la Ligue de la jeune République (1912). Enfin, le catholicisme libéral et conservateur fut symbolisé par l’Action libérale populaire (1902-1919), défenseur des libertés de l’Église.

#### Fondation
La création du PDP trouve ses prémices dans le contexte favorable de l’immédiat après guerre, celui de la réintégration des catholiques dans la Nation par l’ « Union sacrée » et de la participation au pouvoir de catholiques durant le Bloc national (1919-1924).
Ainsi, s’opère - à travers L’âme française lors des législatives de 1919 puis du Bureau d’action civique (BAC) fondé à l’automne 1923 – le rapprochement et la convergence entre les comités départementaux de la Seine et du Finistère des Républicains démocrates, les démocrates chrétiens et le catholicisme social (ACJF, CFTC, les Semaines sociales de France, etc.). C’est à partir de la constitution après les législatives de 1924 d’un groupe parlementaire des démocrates populaires, dit « groupe des quatorze » , qu’éclot le PDP.
Fondé par le congrès des 15 et 16 novembre 1924 sous la présidence de Georges Thibout et rassemblant 200 délégués, le PDP prône la volonté de réaliser « une tâche de rapprochement, de réconciliation autour de l'idée républicaine » par la définition d'une « nouvelle foi républicaine ». Les démocrates populaires prônent la concentration des républicains en s’opposant a ce que le fait religieux soit une ligne de partage entre la droite et la gauche. En ce sens, et contrairement à la Ligue de la jeune République, la stratégie du PDP l’oriente à un recrutement au sein du catholicisme social, le positionnant au centre-droit et en concurrence directe avec la Fédération républicaine dont le vivier principal en est issu et qui a vocation a les rassembler depuis qu’elle englobe l’Alliance libérale populaire (ALP). Ainsi, il n’est pas étonnant que les membres fondateurs du PDP et son noyau dirigeant soit issu de l’ACJF et dans une moindre mesure du Sillon .

#### Rôle des hommes et de la presse
Dès 1924, l’organisation du parti est calqué sur le modèle de la SFIO, accordant une importance tant à la centralisation de l’équipe dirigeante (Conseil national, commission exécutive, etc.) qu’au rôle dévolu aux fédérations départementales où les militants se regroupent en sections. Le rôle primordial au sein du PDP revient au secrétaire général, poste qu’occupera de 1924 à 1940 Jean Raymond-Laurent.
Cependant, ce modèle organisationnel demeure plus théorique que pratique, les changements statutaires de 1932 et 1936 avalisant ce constat puisque le congrès national cesse d’être le centre de décision et que s’opère une perte d’influence des fédérations par rapport aux élus nationaux et au noyau dirigeant. En effet, les démocrates populaires peinent tant à s’implanter au-delà de ses bastions originels (région parisienne, l’ouest, l’Alsace-Lorraine et la région lyonnaise) qu’à devenir un parti de masse, l’effectif de ses militants variant de 6 000 en 1924 à 10 000 en 1937, avec un pic autour des 20 000 en 1934. Le faible poids politique du PDP démontre la particularité du cas français par rapport aux autres pays européens, celle de la marginalisation de la démocratie chrétienne dans la vie politique nationale. Outre l'originalité d’une République laïque, l’une des causes est le pluralisme politique et intellectuel des catholiques qui fait que les expériences sur le terrain politique (Le Sillon, l’ALP, la Ligue de la jeune République, le PDP, etc.) seront modestes face à l’importance du catholicisme social et de son rayonnement sur la sphère sociale.
Il existe une originalité des démocrates populaires au sein des droites de l’entre-deux-guerres notamment sur le plan du militantisme et de la propagande appliquant « la politique de la présence » dans la cité théorisée par Jean Raymond-Laurent. Il en va de même dans l’importance particulière que le PDP accorde à la presse et qui s’exprime par la fondation dès 1924 de l’Association des journalistes démocrates que préside Louis Alfred Pagès, conçue comme une volonté d’extension de son influence au-delà de sa sphère directe. Les démocrates populaires tenteront ainsi d’établir un réseau de presse régional concurrent de celui de la droite conservatrice et réactionnaire entretenant des liens avec la Fédération républicaine. Le cas du Nouveau Journal créé en mars 1925 à Lyon symbolise l’échec de ce plan d’ensemble puisque le titre est racheté par Le Nouvelliste en 1932. Seul le cas de L’Ouest-Éclair dirigé par Emmanuel Desgrées du Loû puis Paul Simon tranche par rapport à la situation générale.
Cependant, les démocrates populaires réussissent à faire du Petit démocrate, fondé en 1919 par les républicains démocrates de la Seine, l’organe officiel du parti dès 1926 dont la diffusion (autour de 18 000) dépasse largement celle de La Nation (Fédération républicaine) ou de L’Alliance démocratique. De plus, les idées du PDP sont influentes dans la presse des élites catholique des années trente par le biais de Politique créé par Charles Flory en 1927, des Cahiers de la nouvelle journée de Paul Archambault et surtout par le quotidien l’Aube fondé par Francisque Gay en janvier 1932.

### Évolution durant l’entre-deux-guerres

#### 1924-1932: affirmation
Face au Cartel des gauches, le PDP se range dans l’opposition parlementaire mais se tient largement à l’écart de la Fédération nationale catholique (FNC) fondée par le général Édouard de Castelnau qui réactive la défense religieuse face aux lois anticléricales d’Édouard Herriot. Le PDP apportera un appui timoré aux ministères de Raymond Poincaré, séduite par la stabilisation de la situation économique mais hostile à l’absence et au recul de la législation sociale. Par delà, les démocrates populaires développent le thème du « parti central » ou de « Cartel des centres », expliquant leur soutien au ministère André Tardieu (novembre 1929 – février 1930) qui le met en œuvre selon eux. Aspirant à la conjonction des républicains, la position du PDP est cependant critiquée tant par l’Alliance démocratique que par la Fédération républicaine retenant la doctrine de Robert Cornilleau affirmant la possibilité de coopération entre son parti et la SFIO sur des objectifs précis.
Malgré sa position, le PDP a peu de poids dans les différentes coalitions gouvernementales entre 1926 et 1932 qui privilégient les viviers du Parti radical-socialiste et les réseaux de l’Alliance démocratique. Seul Auguste Champetier de Ribes participe aux différents gouvernements entre 1929 à 1932.
Pourtant, le PDP acquiert une visibilité croissante tant sur le terrain local que par l’augmentation de ses élus à toutes les échelles (locale, départementale et nationale). Ainsi, il se heurte à la Fédération républicaine sur le terrain du catholicisme social (ACJF, Semaines sociales, etc.) et plus fondamentalement à sa doctrine (conservatisme social, nationalisme, défense religieuse, opposition à la SDN, etc.). Les élections cantonales et législatives de 1928 en sont le révélateur puisque la plupart des élus du PDP (19 députés et 35 conseillers généraux ou d’arrondissement) le sont face à la droite. Très vite, la Fédération républicaine s’oppose avec virulence aux démocrates populaires par les voix d’Henry de Kérillis qui les accusent d’avoir divisé les « nationaux » ou par Victor Perret, président de la fédération du Rhône, qui incrimine la stratégie du « centre catholique », source de confusion selon lui entre action politique et action religieuse. Seul Georges Pernot préconise une collaboration entre son parti et le PDP. Plus largement, le PDP prend place à la fin des années vingt dans la recomposition des droites républicaine et parlementaire face à l’émergence de nouvelles droites radicales et est un symbole de la division profonde qui les affectent.

#### 1932-1940: déclin
La droitisation du PDP est sensible lors de l’affaire Stavisky et lors des événements du 6 février 1934 où le parti épouse l’argumentation des droites. Bien que séduit par le thème du « Tiers parti » élaboré par le radical Émile Roche, directeur de La République, en 1934, les démocrates populaires se scindent pour la première fois en tendances opposées à partir de 1936 sous l’effet de l’évolution de la vie politique qui met à mal un positionnement centriste cohérent.
Années de reflux du nombre de ses adhérents et de ses élus, le PDP est victime de la dichotomie entre sa clientèle électorale issue de la droite et un groupe dirigeant qui tente de maintenir l’unité autour du compromis doctrinal initial alors que ses membres se divisent entre une aile gauche majoritaire incarnée par Robert Cornilleau et une aile droite derrière Henri Teitgen. Dès lors, sa visibilité est amoindrie et son attrait - qui avait su s’affirmer et rallier de nombreuses individualités du catholicisme social et de la démocratie chrétienne jusqu’au début des années trente - s’efface.
Sur le plan international, le parti fait preuve dans son ensemble d’une lucidité certaine face à la montée de l’hitlérisme et plus globalement face aux régimes autoritaires, en Italie comme en Espagne. Ainsi, Jean Raymond-Laurent est le seul député catholique à se rendre en Espagne au sein de la délégation de députés lors d’un voyage d'information au début 1939. Il soutient la cause des républicains espagnols contre le régime de Francisco Franco en affirmant que la principale menace pour la paix provient des régimes autoritaires d'extrême droite et non de l'URSS, attitude minoritaire au sein des droites imprégnées d’un anticommunisme virulent. L’attitude de fermeté prôné par Georges Bidault, Auguste Champetier de Ribes ou Paul Simon se heurte cependant à une minorité favorable à la conciliation, démontrant l’existence de divisions internes malgré la voix officielle de la commission exécutive du parti qui s’oppose aux accords de Munich en 1938.

### Pendant la Seconde Guerre mondiale
Si la majorité des parlementaires de ce parti votèrent les pleins pouvoirs constituants au Maréchal Pétain le 10 juillet 1940, le PDP fournit cependant le contingent le plus important d’opposants contre les pleins pouvoirs constituants au sein des droites, avec Pierre de Chambrun, Auguste Champetier de Ribes, Paul Simon et Pierre Trémintin. Comme l’ensemble des partis politiques, le PDP est mis en sommeil avec la naissance du régime de Vichy et sa dislocation pendant la drôle de guerre bloque toute tentative de ressusciter le parti comme force d’opposition au régime de Vichy.
Ainsi, les démocrates populaires se divisent face au nouveau régime. Nombre de ses membres prennent des responsabilités au sein des organisations mises en place par Vichy (organisations agricoles, familiales, de jeunesse ou dans la Légion française des combattants). L’enthousiasme de Louis Alfred Pagès face aux orientations du pouvoir illustre la tentation au sein du PDP d’approuver une politique qui reprend des axes majeurs de son programme (tels la défense de la famille, l’instauration d’organisations professionnelles, la révision des institutions, etc.), ce que Jean-Claude Delbreil nomme la « pente vichyste » que porte en elle la démocratie chrétienne.
Cependant, les membres du PDP qui s’engagent dans la résistance illustrent l’originalité de cette tendance politique. Si un Georges Bidault est un membre majeur du réseau Combat à Lyon et sera le successeur de Jean Moulin à la tête du Conseil national de la Résistance en juin 1943, les démocrates populaires prendront une place importante dans la résistance intellectuelle et spirituelle à Vichy. Ainsi, la plupart de ses résistants rejoignent les rangs de la presse clandestine (Témoignage chrétien, Liberté, etc.) dont le symbole demeure Jean Raymond-Laurent, fondateur avec Emmanuel Mounier de Temps nouveau (1940-1941) ou Jean Letourneau, qui deviendra directeur de la presse au ministère de l'information en 1944. La propagande par pamphlets est surtout sensible dans la zone sud, révélant la spécificité du PDP dans la région lyonnaise (notamment dans le Rhône et la Loire) par rapport au parti durant l’entre-deux-guerres. Le 16 janvier 1944, Georges Bidault, François de Menthon et Pierre-Henri Teitgen créent à Paris le Mouvement Républicain de Libération (MRL). Il s'agit de l'une des trois grandes entités démocrates-chrétiennes de résistance fondées ce jour-là avec les Comités de Coordination et d'Action Chrétienne (CCAC) dans le sud-est et Rassemblement Démocratique des Résistants d'Inspiration Chrétienne (RIC) dans le nord. Ces trois réseaux de résistance et la diffusion le 25 août 1944 du manifeste "Lignes d'action pour la Libération", rédigé en avril 1944 par André Colin et Maurice-René Simonnet, seront à l'origine de la création du futur Mouvement républicain populaire (MRP).

### Activités après 1944
Le PDP tient son dernier congrès 24 novembre 1944 sous la présidence de Champetier de Ribes et ratifie son intégration dans le MRP, qui se constitue officiellement le surlendemain.
La plupart des membres du PDP se retrouvent à la Libération au sein du Mouvement républicain populaire (MRP), dont Georges Bidault, qui le préside de 1949 à 1952, Jean Raymond-Laurent, Jean Letourneau et Charles Flory, qui participent à sa fondation, attirés par un parti qui s’oppose au clivage droite-gauche et mène un combat identitaire pour la démocratie chrétienne. L’expérience du PDP a été une étape décisive d’entrée en politique d’une mouvance jusque-là cantonnée dans la sphère intellectuelle et l’action sociale, un précédent dont le MRP — dans un contexte politique différent — saura récolter les fruits. Certains de ses membres (parmi lesquels le général Cochet, Rémy Roure, Alphonse Juge) refusent toutefois la transformation du PDP en MRP et fondent le Parti démocrate qui adhère au Rassemblement des gauches républicaines avant de se fondre au sein de l'UDSR.

## Positionnement politique et programme

### Idéologie démocrate chrétienne
Elle peut se résumer dans les principes suivants et les propositions qui en découlent :
- l’attachement à la République, de cœur et de raison, et aux libertés politiques. En ce sens, le PDP se situe dans la droite ligne de la doctrine démocrate chrétienne affirmant que l’on peut être catholique et républicain. Combattant le « laïcisme », elle approuve le principe de laïcité découlant de la séparation des Églises et de l’État en 1905. Cependant, les démocrates populaires défendent sur le terrain scolaire la liberté de l’Église et s’opposent aux « lois intangibles » ;
- opposé au libéralisme économique et au socialisme, le PDP veut réaliser la démocratie dans l’organisation économique et sociale par la réforme graduelle et la collaboration entre les divers éléments de production (par les syndicats mixtes et la représentation professionnelle notamment). Préconisant l’intervention de l’État dans la sphère économique, les démocrates populaires aspirent à la réalisation de la justice sociale par l’application du programme du catholicisme social (journée de 8 heures, congés payés, assurances sociales, allocations familiales, etc.) ainsi que par la prise en compte des « corps intermédiaires » selon la théorie du « popularisme » de Don Luigi Sturzo, fondateur du Parti populaire italien ;
- sur le plan institutionnel, le PDP prône la décentralisation administrative, sociale et économique au niveau de région par l’instauration d’un conseil spécial rassemblant les conseils régionaux. Le parti épouse aussi la thématique de la réforme de l’État dont la volonté est de renforcer l’exécutif, tout en défendant le pouvoir législatif en imposant des règles permettant la stabilité du gouvernement. Enfin, les démocrates populaires sont attachés à l’instauration de la représentation proportionnelle, au vote des femmes, au vote familial et à l’usage du référendum ;
- pour la politique extérieure, le PDP défend les mécanismes de la conciliation internationale qu’incarne la Société des Nations. Elle agira notamment pour le rapprochement franco-allemand après la première guerre mondiale[13] ;
- enfin, le PDP insiste sur l’importance de l’éducation civique des esprits fondés sur les forces morales ainsi que par le respect de la conscience religieuse.

### Question du centrisme
Classé dans les forces de « la droite » et non dans celles du « centre » par André Siegfried, le cas du PDP pose la question de l’adéquation entre sa doctrine centriste et la perception au sein de l’opinion d’un « parti démocrate d’inspiration chrétienne » qui le classe à droite par sa composante religieuse dont il ne peut s’affranchir, au contraire de l’Alliance démocratique née pour soutenir le ministère de Pierre Waldeck-Rousseau et votant la loi de 1905.
Si sa ligne politique est résolument centriste, se distinguant des droites classiques républicaine et parlementaire par son esprit de rénovation (sur le plan démocratique, social, institutionnel, international, etc.), l'importance de la question religieuse en France et les conditions même de sa naissance sous le Cartel des gauches fait que le PDP s’inscrit dans le clivage droite-gauche en naissant à droite. Si l’idéologie du centrisme est par sa doctrine même l’une des composantes de la droite, l’on peut s’interroger sur la place et la spécificité du PDP dans ce courant puisqu’il se situe dans la continuité de la démocratie chrétienne qui n’est née ni à droite ni à gauche et dont les démocrates populaires reprennent tant sa récusation de l’antagonisme droite-gauche que sa volonté de réconcilier les familles ennemies par l’idéologie du rassemblement.

## Mandats et résultats

### Rôle au Parlement

#### À la Chambre des députés
La courte histoire du PDP a toujours été marqué par le souci de constituer un groupe charnière entre ceux de droite et ceux de gauche sans jamais y parvenir, à l’instar des tentatives de l’AD.
De 1924 à 1940, le PDP parvient cependant à avoir un groupe des démocrates populaires, qui demeure restreint, du « groupe des quatorze » originel en 1924 à un maximum de 19 députés et de 35 sympathisants lors de la législatures de 1928. Ce groupe ne parvient jamais à rassembler l’ensemble des catholiques sociaux (divisés entre les groupes de la Jeune République, des Indépendants d'action populaire ou du groupe républicain et social de Georges Pernot).

#### Au Sénat
Le PDP ne compte que quelques membres isolés lors des diverses législatures, ces derniers se diluant dans les groupes centristes du Sénat.

### Personnalités notables

#### Présidents
- Georges Thibout (1924-1929).
- Auguste Champetier de Ribes (1929-1940). Avocat, député puis sénateur des Basses-Pyrénées (1924-1942).

#### Secrétaire général
- Jean Raymond-Laurent (1924-1940). Issu du Sillon, député de la Loire (1938-1942).

#### Autres personnalités
- Joseph Antier, député et sénateur de la Haute-Loire.
- Robert Bichet.
- Georges Bidault. Membre de l’ACJF, éditorialiste de L’Aube.
- Alfred Bour. Vice-Président du Conseil de Paris
- Pierre de Chambrun. Député puis sénateur de Lozère (1898-1942).
- Robert Cornilleau. Issu du Sillon, directeur du Petit Démocrate.
- Emmanuel Desgrées du Loû. Avocat, cofondateur de L’Ouest-Éclair.
- Pierre Dumas. Reporter à L’Ouest-Éclair.
- Charles Flory. Membre de l’ACJF, fondateur de Politique, président des Semaines sociales de France
- Jean Letourneau, député et ministre sous la IVe République.
- Louis Alfred Pagès. Membre de l’ACJF, directeur du Télégramme de Toulouse puis chef de la rédaction parisienne de L'Ouest-Éclair (1922-1939)[15].
- Ernest Pezet. Issu du Sillon, secrétaire de la FNC (1924-1926).
- Marcel Prélot. Professeur de droit, membre de l’ACJF, collaborateur de Politique.
- Robert Schuman. Député de la Moselle (1919-1942), membre du PDP de 1931 à 1939[16].
- Paul Simon. Député du Finistère (1913-1942), directeur de L’Ouest-Eclair (1933-1940).
- Henri Teitgen. Journaliste à L’Ouest Éclair.
- Jacques Tourret. Avocat, membre de la Chronique sociale, président du PDP du Rhône (1925-1937).
- Pierre Trémintin. Député du Finistère (1924-1942).
- Germaine Peyroles. Secrétaire générale de la section féminine.

#### Sources
- Jean Raymond-Laurent, Manuel politique et social : le programme des républicains-démocrates, Paris, Spes, 1924.
- Jean Raymond-Laurent – Marcel Prélot, Manuel politique et social : le programme du parti démocrate populaire, Paris, Spes, 1928.
- Jean Raymond-Laurent, Le parti démocrate populaire, 1924-1944. La politique intérieure et extérieure de la France entre les deux guerres : 1919-1939, Le Mans, Imprimerie générale, 1965.

#### Travaux universitaires
La synthèse sur le Parti démocrate populaire :
- Jean-Claude Delbreil, Centrisme et démocratie-chrétienne. Le Parti Démocrate Populaire des origines au MRP. 1919-1940 (abrégé de sa thèse de doctorat sous la direction de René Rémond à L’Université de Paris X soutenue en 1985), Paris, Publication de la Sorbonne, 485p, 1990.

Le Parti démocrate populaire et la démocratie-chrétienne :
- Jean-Marie Mayeur, Des partis catholiques à la démocratie chrétienne : XIXe – XXe siècles, Paris, Armand Colin, 247p, 1980.
- Jean-Marie Mayeur, Catholicisme social et démocratie chrétienne : principes romains, expériences françaises, Paris, Éditions du Cerf, 287p, 1986.

Biographies sur Auguste Champetier de Ribes
- Philippe Dazet-Brun, Auguste Champetier de Ribes, La foi dans la République, Éditions Gascogne, 2015  (ISBN 978-2366660630).
- Philippe Dazet-Brun, Champetier de Ribes (1882-1947). Un catholique social en République, Séguier, 2008  (ISBN 978-2-8404-9520-8).